# Bushmanlandia
Bushmanlandia fue un bantustán situado en África del Sudoeste (actual Namibia), destinado por el gobierno sudafricano del apartheid para constituir una patria (homeland) que albergaría a los miembros de la etnia san (o bosquimanos). A pesar de estas intenciones, nunca llegó a establecerse un gobierno en la región.

## Origen

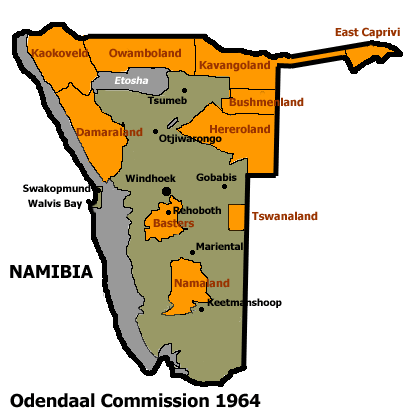
Bantustanes en el territorio de Namibia con Bushmanlandia al noreste del país.

Su creación fue producto de la "política de desarrollo separado" que el gobierno de Sudáfrica implementó como parte de su sistema de apartheid durante la ocupación y administración de la antigua colonia alemana de África del Sudoeste.

## Conformación
La premisa principal detrás de su creación fue la de dedicar un área de territorio reservada exclusivamente para los miembros de la etnia San, donde éstos pudieran desarrollarse en forma aislada de las zonas reservadas a los blancos.
La región ocupó un área de 23.927 km 2 y, según el Reporte Odendaal publicado en 1964, contaba con una población de 12.000 habitantes para esa época.
El pueblo de Tsumkwe (población en 2001: 550 habitantes) fue considerado capital administrativa del territorio a pesar de que nunca se estableció un gobierno regional.

## Situación actual
En la actualidad, el territorio de este bantustán está incluido principalmente en la región administrativa de Namibia llamada Otjozondjupa.
Bushmanlandia, como otras patrias en África del Sudoeste, fue abolida en mayo de 1989, al iniciarse la transición hacia la independencia de Namibia.